# Stahlwerk Thüringen

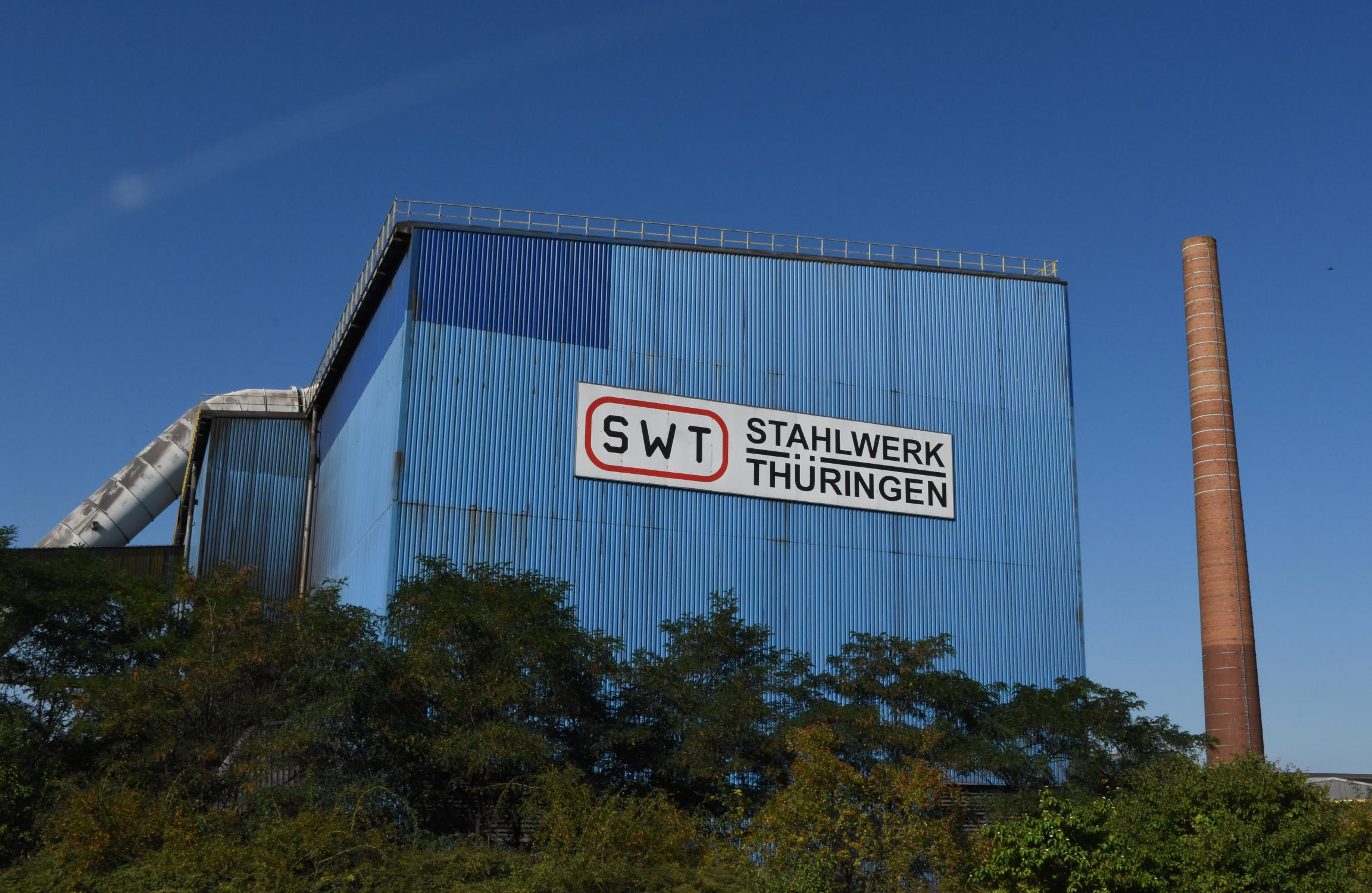
Stahlwerk Thüringen in Unterwellenborn

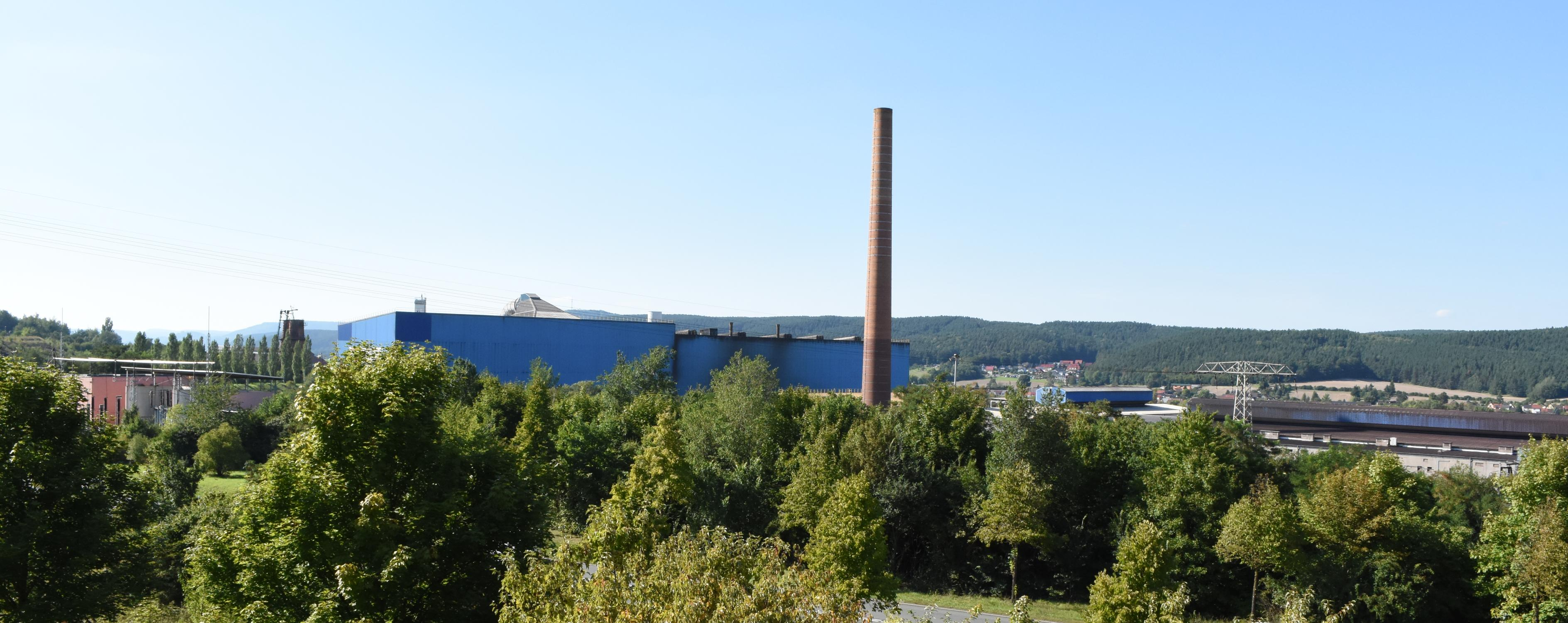
Stahlwerk Thüringen in Unterwellenborn (seitlich)

Die Stahlwerk Thüringen GmbH (SWT) ist ein Unternehmen mit Sitz in Unterwellenborn, das zurückgeht auf die im 19. Jahrhundert gegründete Maxhütte. Nach der Schließung des Stahl- und Walzwerkes 1992 und Modernisierung von 1992 bis 1995 wurde 1995 an dem Standort das heutige Elektrostahlwerk mit Stranggussanlage für Profile gegründet. Laut Jahresabschluss 2021 verzeichnete SWT einen Umsatz von etwas unter 600 Millionen Euro und beschäftigte – inklusive der Auszubildenden – im Jahresmittel nicht ganz 800 Angestellte.

## Geschichte
Die Anfänge des Unternehmens gehen zurück auf das 1872 gegründete Stahl- und Walzwerk Maxhütte, das als Zweigwerk der Maxhütte im oberpfälzischen Sulzbach-Rosenberg in Betrieb genommen wurde.
Am 9. April 1992 erwarb der luxemburgische Stahlkonzern ARBED den Kernbereich der Maxhütte im thüringischen Unterwellenborn mit der kombinierten Formstahlstraße, die 1985 in Betrieb genommenen worden war. Am 1. Juli 1992 wurde die Stahlwerk Thüringen GmbH als neues Unternehmen gegründet. Damit begann die Modernisierung des Standorts. Im Februar 1995 erfolgte die Inbetriebnahme des neuen Elektrostahlwerks mit Stranggießanlage. Ab 2001 gehört das Werk zur Arcelor-Gruppe.
Das Werk wurde im Jahr 2007 aus der Arcelor-Mittal-Gruppe ausgegliedert und von der spanischen Grupo Alfonso Gallardo übernommen. Seit Februar 2012 gehört das Werk zur brasilianischen Stahlgruppe Companhia Siderúrgica Nacional (CSN).

## Produkte
Die Produktpalette der Stahlwerk Thüringen GmbH umfasst mehr als 250 verschiedene Profile, darunter IPE- und HE-Träger, UPN- und UPE-Profile sowie britische und internationale Profile und spezielle Produkte wie Stahlschwellen. Diese Produkte entsprechen verschiedenen nationalen und internationalen Normen. Das Unternehmen besitzt außerdem Produktzulassungen von mehreren nationalen und internationalen Abnahme Gesellschaften, darunter DNV, Lloyd’s Register EMEA, Bureau Veritas, American Bureau of Shipping und die Deutsche Bahn AG.

## Nachhaltigkeit
Nachhaltigkeit ist ein Kernziel der Unternehmenspolitik der Stahlwerk Thüringen GmbH, mit der Absicht, bis 2040 klimaneutral produzierte Stahlprodukte anzubieten. Die „SWT Green Steel Strategy“ umfasst Maßnahmen wie den Ersatz fossiler Energieträger durch erneuerbare, die Optimierung von Unternehmensprozessen und die Nutzung klimaneutraler Dienstleistungen.
Stahlwerk Thüringen verwendet recycelten Schrott zur Stahlherstellung. Im Jahr 2012 erhielt das Unternehmen die Zertifizierung nach DIN EN ISO 50001, für energieeffiziente Prozesse. Darüber hinaus besteht eine BES 6001-Zertifizierung, dass Stahlwerk Thüringen eine verantwortungsvolle Beschaffungspolitik betreibt und Nachhaltigkeitsprinzipien in seine Unternehmensprozesse integriert.
Das Unternehmen war das erste in Deutschland, das DB Cargo für CO2-freie Transporte engagierte. Es berechnet und veröffentlicht nicht nur die CO2-Bilanz seiner Stahlprodukte, sondern auch die CO2-Emissionen der zugehörigen Logistik. Die Produktlinie „SWT Stahlwerk Thüringen Green Steel®“ weist für 2022 pro Tonne Formstahl eine CO2e-Emission von nur 327 kg aus, bestätigt durch eine Umweltproduktdeklaration gemäß ISO 14025 und EN 15804+A1. Das jährliche Transportvolumen der Stahlwerk Thüringen GmbH beträgt über zwei Millionen Tonnen, wovon 70 % der Fertigprodukte per Bahn transportiert werden.

### Grüner Strom
Seit Anfang 2021 setzt die Stahlwerk Thüringen GmbH vollständig auf grünen Strom aus skandinavischer Wasserkraft, unterstützt durch Herkunftsnachweise. Zusätzlich investiert das Unternehmen in die Errichtung von Photovoltaikanlagen auf den Dächern seiner Werkshallen, nutzt Abwärme aus Abgasströmen zur Gewinnung von Nutzwärme und führt energetische Sanierungen der Werksgebäude durch.

### Forschung und Entwicklung
In Zusammenarbeit mit der Hochschule Nordhausen erforscht das Stahlwerk Thüringen den Einsatz von Biokohle aus aufbereitetem Altholz, um die Blaskohle im Elektrolichtbogenofen zu ersetzen. Das Unternehmen initiiert und unterstützt regionale Solarstromprojekte, plant die Nutzung regional erzeugten Solarstrom und erkundet Möglichkeiten zur Windenergienutzung. Es wurden zudem Projekte gestartet, die darauf abzielen, Erdgas teilweise durch grüne Elektrizität und Wasserstoff zu ersetzen.

## Kunstsammlung
Das Unternehmen verwaltet für den Freistaat Thüringen die in der DDR aufgebaute Kunstsammlung der vormaligen Maxhütte.